# Чухлєба Олег Миколайович
Олег Миколайович Чухлєба (нар. 5 листопада 1967, Петропавловськ, КазРСР) — радянський, казахський та російський футболіст, захисник, півзахисник, нападник.

## Клубна кар'єра
Вихованець петропаловського футболу. Кар'єру розпочав у місцевому «Авангарді» - в 1984 році зіграв 7 матчів у другій лізі. Наступні три роки відіграв у команді в першості КФК. У 1990 році зіграв 31 гру, забив 6 голів за команду, перейменовану в «Металіст», у другій нижчій лізі. Наприкінці 1990 року перейшов у головну казахську команду - «Кайрат» (Алмати), за яку в першій лізі зіграв 42 матчі, забив 3 м'ячі в 1990-1991 роках.
27 березня 1992 року дебютував у складі «Зорі-МАЛС» у вищій лізі України у матчі проти охтирського «Нафтовика» (3:0). Єдиним голом у футболці луганського клубу відзначився 9 червня 1992 року на 68-ій хвилині переможного (2:1) домашнього матчу 18-го туру вищої ліги чемпіонату України проти луцької «Волині». Олег вийшов на поле в стартовому складі та відіграв увесь поєдинок. У футболці зорі зіграв 11 матчів та відзначився 1 голом. Влітку 1992 року перейшов до «Дніпра». У складі дніпропетровського клубу дебютував 16 серпня 1992 року в переможному (1:0) виїзному матчі 1-го туру вищої ліги чемпіонату України проти запорізького «Торпедо». Чухлєба вийшов на поле в стартовому складі та відіграв увесь матч. У складі «Дніпра» у чемпіонаті України зіграв 36 матчів, у кубку України — 4 матчі, в єврокубках — 3 матчі (1 гол). У 1994 році перейшов в клуб російської вищої ліги «Лада» (Тольятті). За підсумками сезону команда вибула в першу лігу, з якої відразу ж піднялася назад. Після першого кола чемпіонату 1996 Чухлєба був на перегляді в «Ростсільмаші», після чого повернувся в «Ладу». На початку серпня перейшов у нижегородський «Локомотив», але провівши за команду 15 хвилин в матчі проти ЦСКА, був відрахований головним тренером Валерієм Овчинніковим.
У 1997 році переїхав на постійне місце проживання в Калінінград, але став грати в чемпіонаті Казахстану - за «Елімай» (Семипалатинськ) (1997-1998, 2001), «Аксесс-Есіль»/«Есіль-Богатир» (1999, 2002-2003). У 2000 році грав за «Волну» (Калінінград), яка виступала в першості Литви. Після завершення професійної кар'єри в 2003 році грав у складі калінінградського «Німану» на першості області, працював у митниці.

## Кар'єра в збірній
У 1997 році був викликаний до національної збірної Казахстану. Проте не зіграв жодної хвилини у товариському матчі проти Китаю (0:3), а після завершення поєдинку був виключений зі збірної через порушення спортивного режиму.

## Досягнення
- Вищій лізі чемпіонату України
  -  Срібний призер (1): 1993

- Перший дивізіон чемпіонату Росії
  -  Срібний призер (1): 1995

- Вища ліга чемпіонату Казахстану
  -  Чемпіон (1): 1998
  -  Срібний призер (2): 1999, 2000

- Кубок Казахстану
  -  Фіналіст (1): 2000